# NGC 2257
NGC 2257 é um aglomerado aberto na direção da constelação de Dorado. O objeto foi descoberto pelo astrônomo John Herschel em 1834, usando um telescópio refletor com abertura de 18,6 polegadas. Devido a sua moderada magnitude aparente (+13,5), é visível apenas com telescópios amadores ou com equipamentos superiores.